# Длинное, длинное дело…
«Длинное, длинное дело…» — советский полнометражный цветной художественный фильм, поставленный на киностудии «Ленфильм» в 1976 году режиссёрами Григорием Ароновым и Владимиром Шределем.

## Сюжет
Михаил Петрович Лужин (Евгений Леонов) работает следователем в одной из районных прокуратур Москвы. По своей натуре очень мягкий и скромный человек, он становится жёстким и непреклонным, когда необходимо установить истину. Чтобы получить отсрочку по делу для назначения новой экспертизы, Лужин обращается напрямую к заместителю прокурора РСФСР (Владимир Заманский), за что получает нагоняй от своего начальника — районного прокурора Филиппова (Михаил Глузский).
Во время ночного дежурства по городу Лужина вызывают на место происшествия — убит некий Панин, недавно отбывший срок в колонии. На наручных часах убитого найден отпечаток пальца, принадлежащий его сообщнику Кириллу Строганову (Николай Караченцов). Также найдена бутылка водки со штампом из ресторана аэропорта Домодедово; в тот же день в аэропорт прилетел Строганов, чтобы навестить свою мать после освобождения из колонии. Лужин уверен, что раскрыл убийство по горячим следам, и получает санкцию на арест Строганова у прокурора.
Однако мать Строганова — Мария Ивановна (Нина Ургант) — настаивает, что сын сразу после прилёта приехал к ней и всю ночь был у неё дома. Лужин начинает сомневаться в правильности ареста Строганова. На первом допросе тот объясняет, что в аэропорту случайно встретил Панина у телефонных автоматов, когда тот звонил какой-то знакомой. Строганов продал ему свои часы «Победа», чтобы выручить денег на такси до дома. А обнаруженные на его одежде следы крови объясняются травмой, полученной в колонии. Лужин едет на квартиру убитого, проводит дополнительный осмотр и находит квитанцию о сдаче в ремонт наручных часов, а также коробок спичек с частью телефонного номера, о котором говорил Строганов. Соседка Панина (Валентина Пугачёва) сообщает, что слышала женские крики в квартире убитого накануне происшествия.
Лужин теперь уверен, что Строганов невиновен и стал жертвой нелепого стечения обстоятельств. Он даёт задание оперативникам проверить всех знакомых женщин Панина, найти подвозившего Строганова таксиста, а также проверить списки рейсов, на которых мог прилететь убитый: «Если это работа и на год, всё равно это лучше, чем невиновного осудить на 15 лет». Лужин также просит прокурора отпустить Строганова на подписку о невыезде, хотя это испортит статистику по раскрытию преступлений. После рабочего дня следователь Воронцов (Олег Янковский) сообщает Лужину, что ему предложат перевестись из районной прокуратуры в городскую, а дело об убийстве Панина передадут Воронцову. Хотя тот и обещает отпустить Строганова и приложить все усилия к поиску настоящих преступников, Лужин понимает, что Воронцов не хочет добиваться справедливости, поэтому он готов отказаться от повышения.
Дома Лужина ждёт учительница французского языка (Светлана Карпинская), которую привёл его сын Антон (Роман Мадянов). Лужин рассказывает ей, что жена умерла девять лет назад и он воспитывает сына один. Но учительнице просто нужен известный человек с контактами в руководстве района, который может помочь с ремонтом канализации в здании школы. Проводив её, Лужин звонит Марии Ивановне и обещает, что сына скоро отпустят.

## Роли исполняют
- Евгений Леонов — следователь Михаил Петрович Лужин
- Владимир Заманский — Фёдор Гаврилович, заместитель прокурора РСФСР
- Михаил Глузский — районный прокурор Иван Игнатьевич Филиппов
- Олег Янковский — следователь Владимир Воронцов
- Олег Белов — следователь Решко
- Николай Караченцов — Строганов Кирилл Иванович
- Нина Ургант — Мария Ивановна Строганова, мать Кирилла
- Светлана Карпинская — Орлова Маргарита Карповна, учительница французского языка
- Роман Мадянов — Антон, сын Лужина
- Вячеслав Васильев — Медицинский эксперт Соркин

## Съёмочная группа
- Автор сценария — Юлий Николин
- Режиссёры-постановщики: Григорий Аронов, Владимир Шредель
- Главный оператор — Владимир Бурыкин
- Художник-постановщик — Семён Малкин
- Композитор — Альберт Пресленев